# Föränge
Föränge är en bebyggelse öster om Ljusnan sydost om Järvsö i Järvsö socken i Ljusdals kommun. Från 2015 avgränsar SCB här en småort.